# Audars
Audars (francès Odars) és un municipi occità del Lauraguès en el Llenguadoc, situat en el departament de l'Alta Garona, a la regió d'Occitània.